# Paulo Afonso
Pour les articles homonymes, voir Afonso.
Paulo Afonso est une ville brésilienne de l'État de Bahia. Elle se situe dans la vallée du rio São Francisco, par une latitude de 09° 24' 28" sud et par une longitude de 38° 13' 19" ouest, à une altitude de 243 mètres. Sa population était estimée à 118 323 habitants en 2014. La municipalité s'étend sur 1 574 km2.

## Maires
| Période | Période | Identité              | Étiquette | Qualité |
| ------- | ------- | --------------------- | --------- | ------- |
| 2005    | 2008    | Raimundo Caires Rocha | PSB       |         |
| 2009    | 2012    | Anilton Bastos        | DEM       |         |